# O Gud, som allt med vishet styr
O Gud, som allt med vishet styr är en psalm skriven av Johan Olof Wallin.
|  |
|  |

## Publicerad i
- 1819 års psalmbok som nr 432 under rubriken "Aftonpsalmer".[1]